# Olga Hrycak
Olga Hrycak, née en 1947 à Montréal, est l'entraîneuse-chef de l'équipe masculine de basket-ball les Citadins de l'Université du Québec à Montréal (UQAM).

## Biographie
Dans les années 1960, Hrycak devient une des premières canadiennes diplômées en éducation physique. Elle est alors joueuse de basket-ball pour le club des Carabins de l'Université de Montréal. Elle commence sa carrière d'entraîneuse en 1967 dans une école privée pour filles. En 1977, l’école devient mixte en acceptant des garçons dans ses cours. Et Hrycak commence alors l’entraînement d’équipes masculines, ce qui à l'époque suscite des controverses des autorités religieuses. Après ses fonctions d'éducateur sportif dans cette école, elle obtient le poste de coordonnatrice-entraîneuse des Lions, l'équipe masculine du Collège Saint-Lambert sur la Rive-Sud de Montréal, puis des Blues du Collège Dawson à Montréal. Sous son entraînement, les Blues remportent neuf championnats collégiaux AAA. Un record historique dans le sport collégial canadien.
En 2003, Hrycak devient entraîneuse-chef de la formation des Citadins: elle devient ainsi la première femme en Amérique du Nord à diriger une équipe universitaire de basket-ball masculin. Sous son entraînement, la formation connaît du succès et s'impose dans la Ligue de Basketball Universitaire du Québec (LBUQ) et aux championnats canadiens (SIC),. Les Citadins remportent le Championnat universitaire québécois dès 2006. Ils atteignent aussi la finale en 2009, mais s’inclinent contre les Stingers de l’Université Concordia. Les Citadins remportent de nouveau la finale universitaire québécoise en 2010 en battant 78-75 le Rouge et Or de l'Université Laval,. 
Hrycak trouve aussi le temps de faire du bénévolat. Elle s'implique dans les Monarques de Montréal, du quartier Saint-Michel, et au club Pagé-Concordia situé à la polyvalente Lucien-Pagé, chez les jeunes des quartiers Parc-Extension, Petite-Patrie et Villeray.
En fin de carrière, sa réputation dans le monde du basket-ball n'est plus à faire : Hrycak dirige alors le programme de formation des entraîneurs canadiens et travaille pour la Fédération internationale de basket-ball amateur.

## Philosophie
« Un entraîneur doit connaître son métier. Il doit être un motivateur, il doit être un sociologue, il doit être un psychologue, il doit être un stratège, il doit être un tacticien. Il doit être capable de travailler avec chaque individu comme individu et de le mettre comme tout dans une équipe. » 
« Mes parents m’ont appris les vertus du travail, qu’il fallait faire les efforts nécessaires pour réussir les tâches entreprises. Je crois que le travail acharné et le travail en équipe peuvent avoir raison des plus talentueux sur un terrain de basket-ball. »
« Si je sors en compagnie d’autres responsables de l’entraînement de niveau universitaire, règle générale, je me retrouve fin seule au beau milieu d’un groupe d’hommes. Ce n’est pas que je cherche à faire partie de la bande… Mais je trouve ironique qu’après toutes ces années dans ce sport, comme entraîneuse d’athlètes masculins, et après tous les succès remportés, ils [les autres entraîneurs] ne me considèrent pas comme faisant tout naturellement partie du groupe. »

## Palmarès
- Possède sa licence d'instructeur PNCE certifiée de Niveau 3 du Programme national de certification des entraîneurs.
- 2 championnat universitaire québécois en 2006[18] et en 2010
- 9 championnats collégiaux AAA québécois
- 6 titres d'entraîneuse collégiale de l'année au Québec décerné par le Réseau du sport étudiant du Québec
- 2 fois entraîneuse canadienne de l'année par Sport interuniversitaire canadien
- Entraîneuse-adjointe de l’équipe baskeball olympique masculine du Canada de 1985 à 1987
- Chef de mission pour Canada Basketball
- Membre (élue à l'unanimité) au comité technique de la Fédération internationale de basketball pendant trois ans
- Membre du conseil d’administration de Canada Basketball
- Présidente de la Fédération de basketball du Québec pour un mandat (promotrice du programme Sport-Études pour les jeunes[19]).

## Honneurs individuels
- Intronisee au Temple de la Renomme de l’ACSC 2018
- Intronisee au Temple de la Renomme au Canada Basketball 2017
- Prix Hélène Tanguay remis par l’Association canadienne des entraîneurs
- Prix Thérèse-Daviau 2005, de la Ville de Montréal, pour son engagement communautaire exceptionnel[20]
- Entraîneuse par excellence 3M au Canada
- Entraîneuse de l'année par le Réseau du sport étudiant du Québec
- Prix « Femme de mérite » du YWCA
- Prix d'excellence en éducation de la CECM